# ریم ابوحسن
ریم ابوحسن (عربی: ريم أبو حسان) سیاست‌مدار اهل اردن است. او از سال ۲۰۱۶ تا ۲۰۱۹ به عنوان وزیر توسعه‌ی اجتماعی اردن فعالیت داشته است.